# Còtids

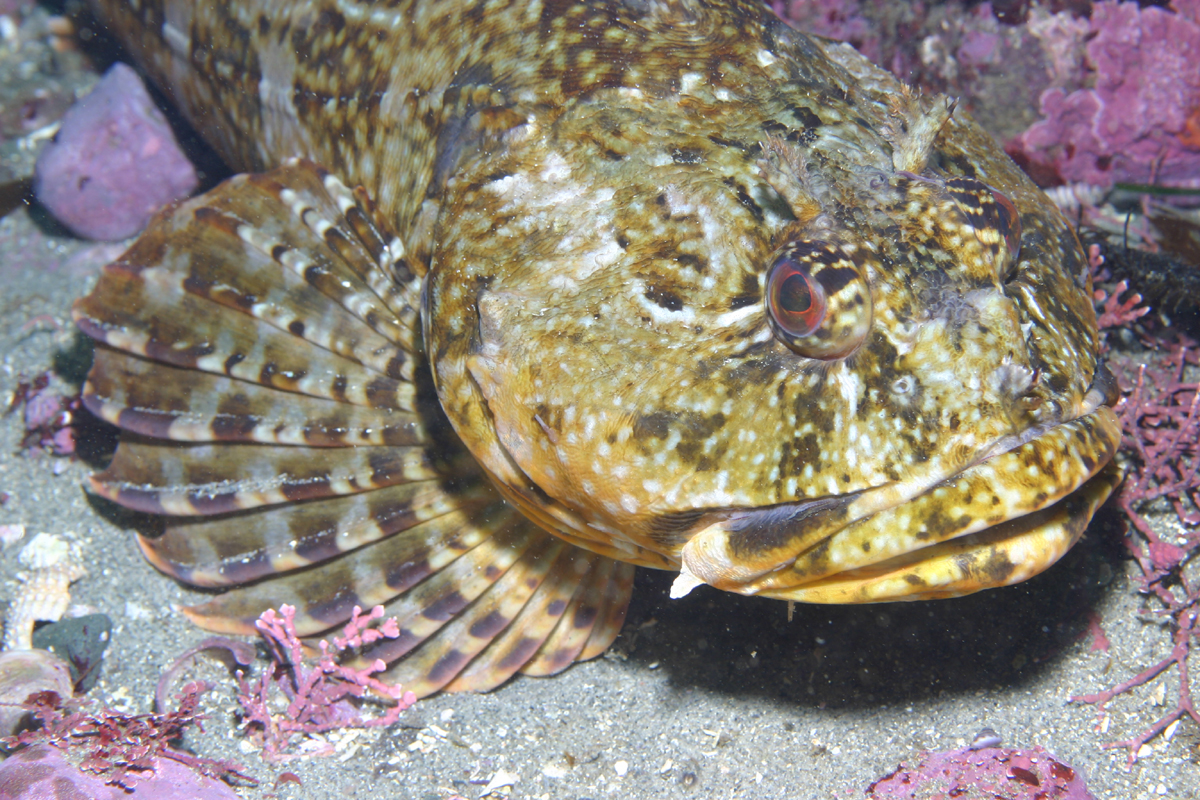
Scorpaenichthys marmoratus

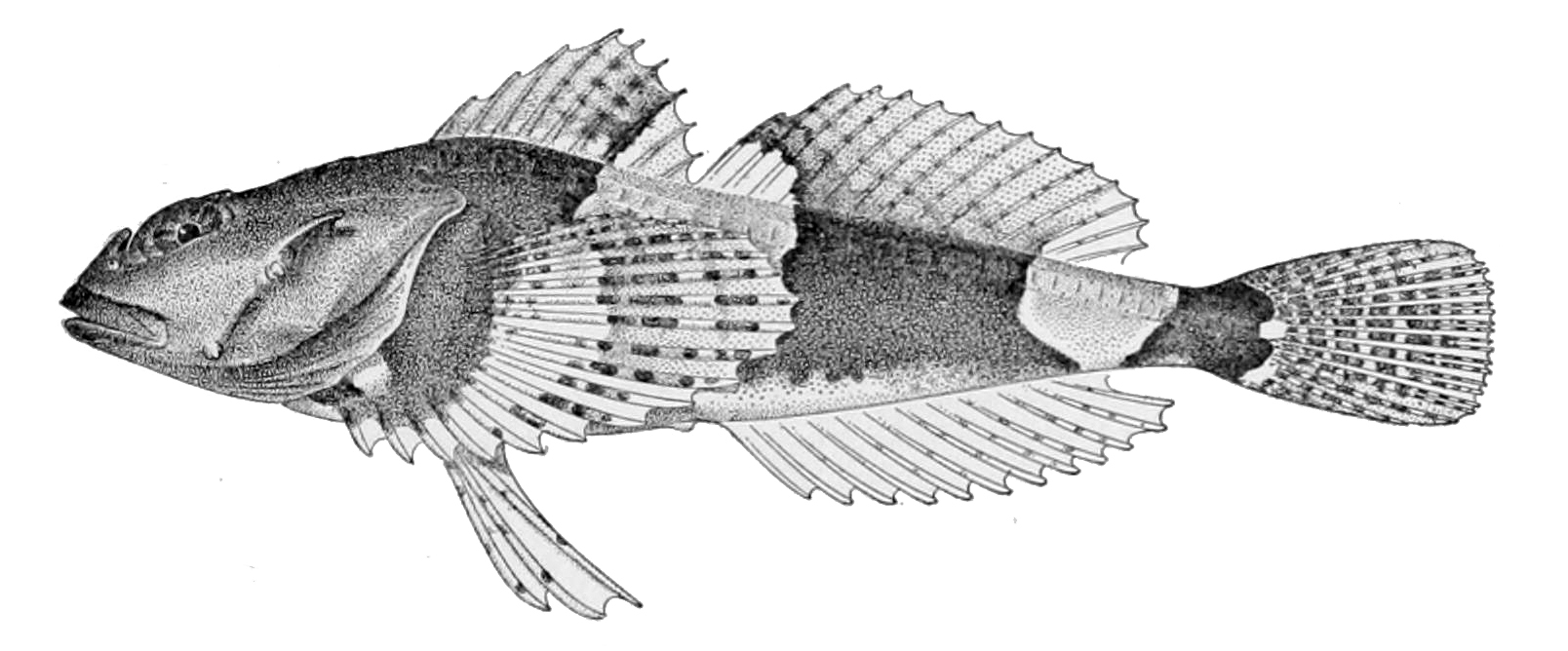
Microcottus sellaris

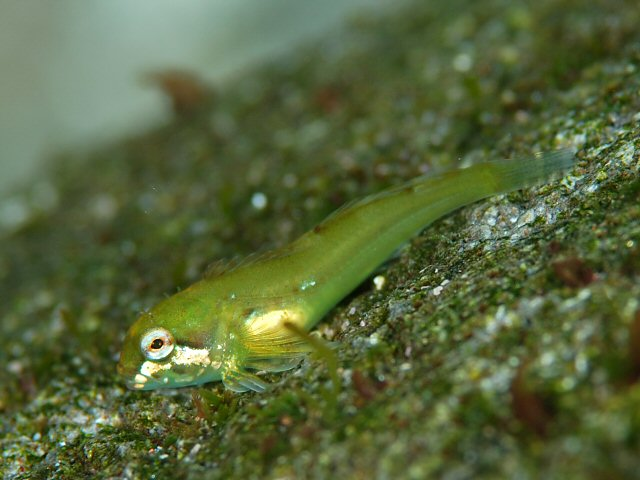
Ocynectes maschalis

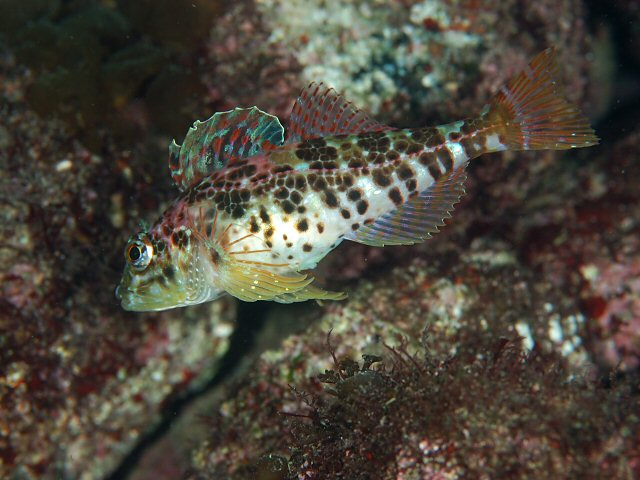
Pseudoblennius zonostigma

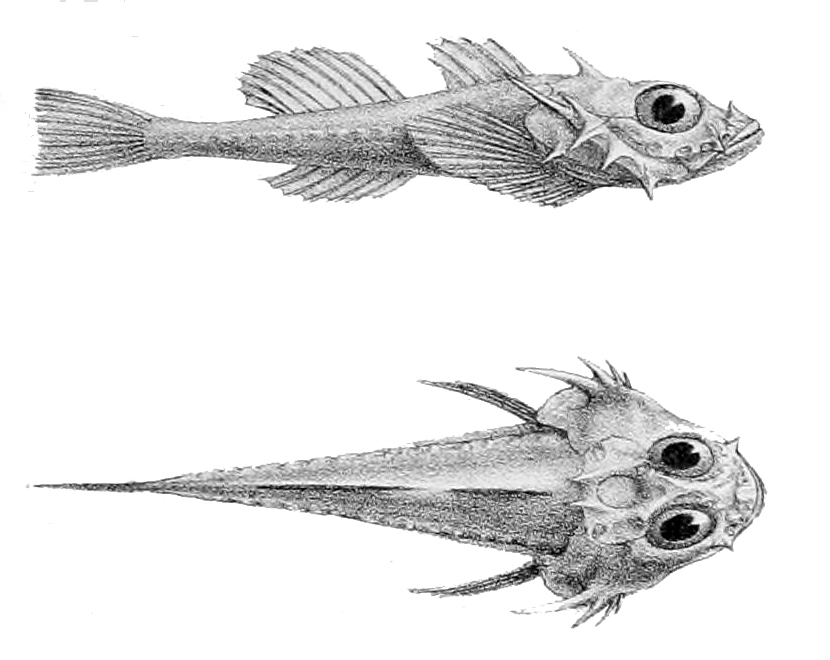
Zesticelus bathybius

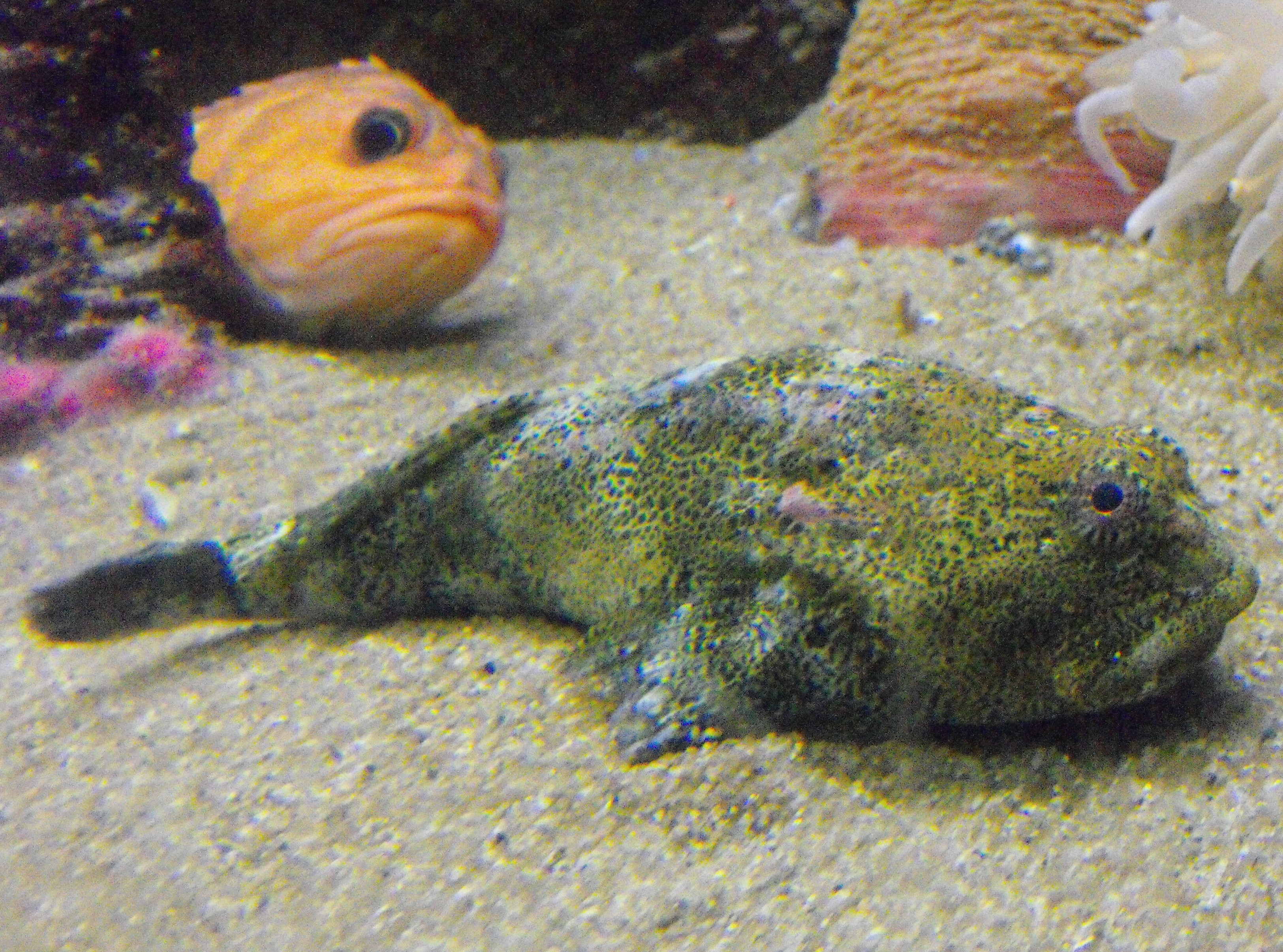
Enophrys bison

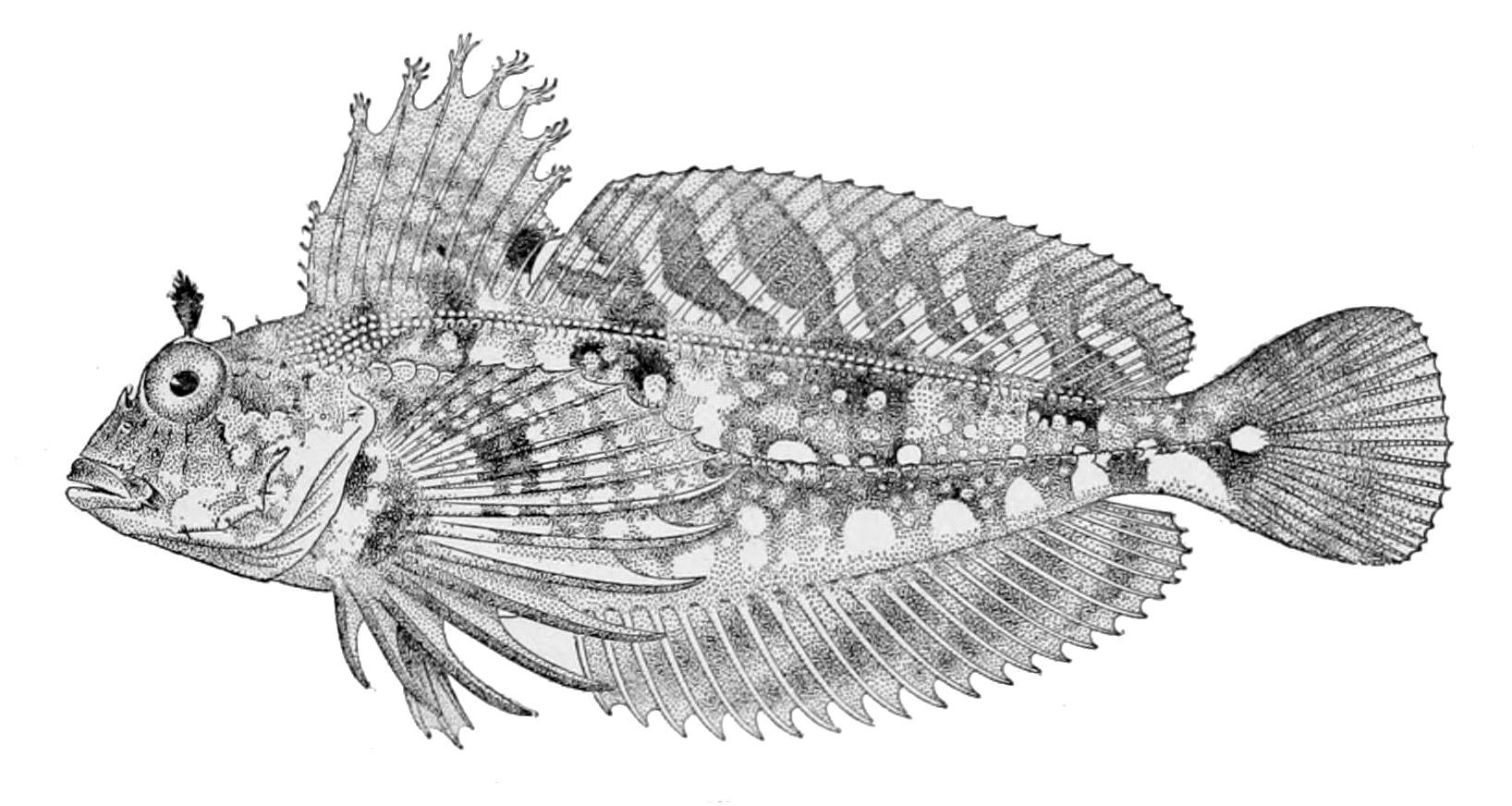
Archistes biseriatus

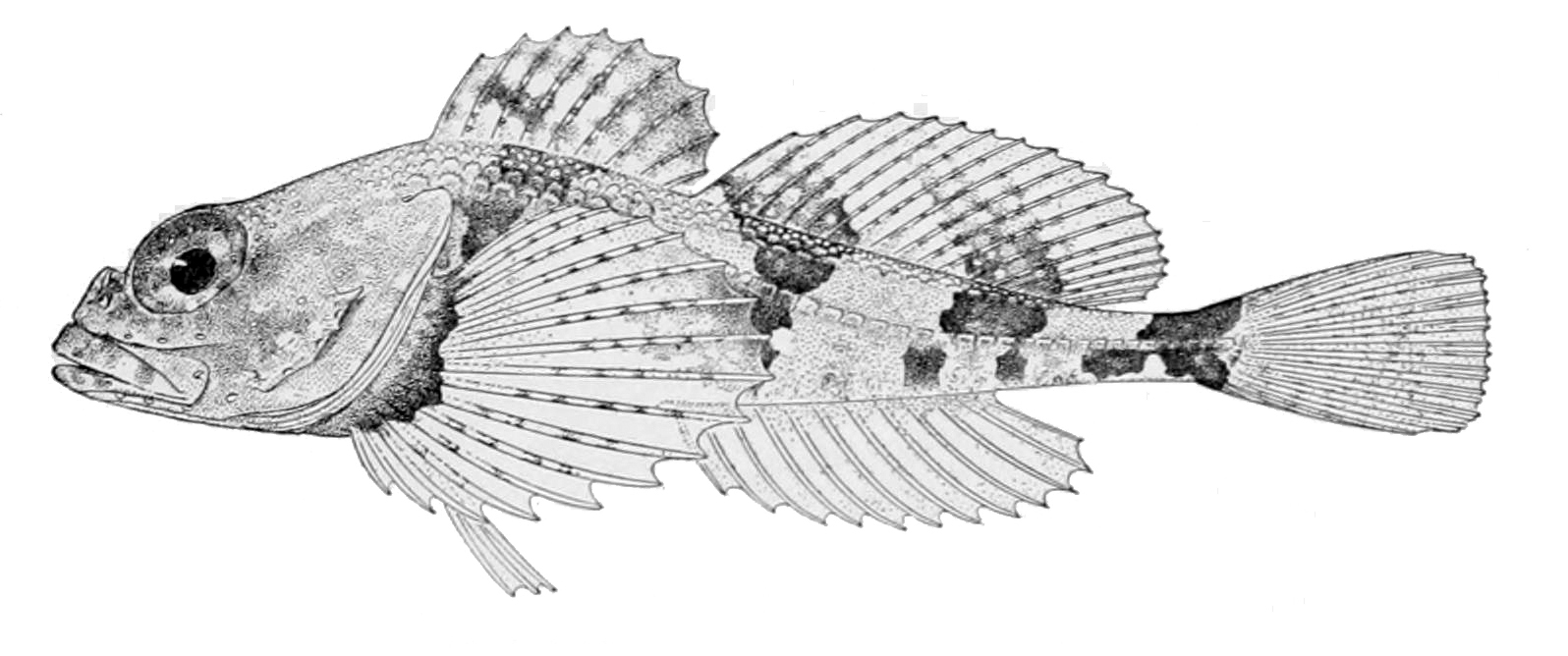
Stelgistrum beringianum

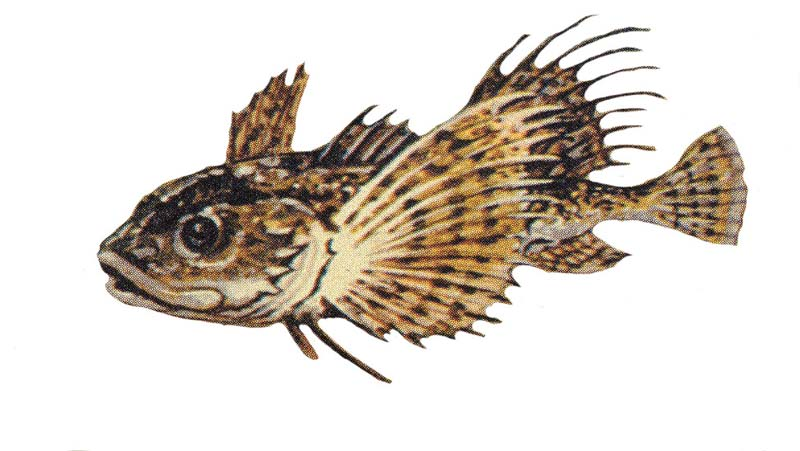
Myoxocephalus thompsonii

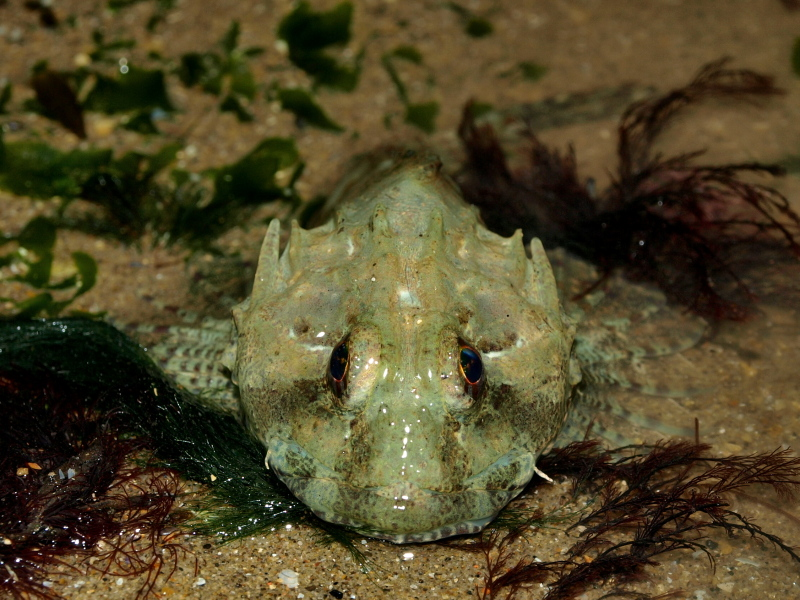
Escorpí de mar d'espines llargues (Taurulus bubalis)

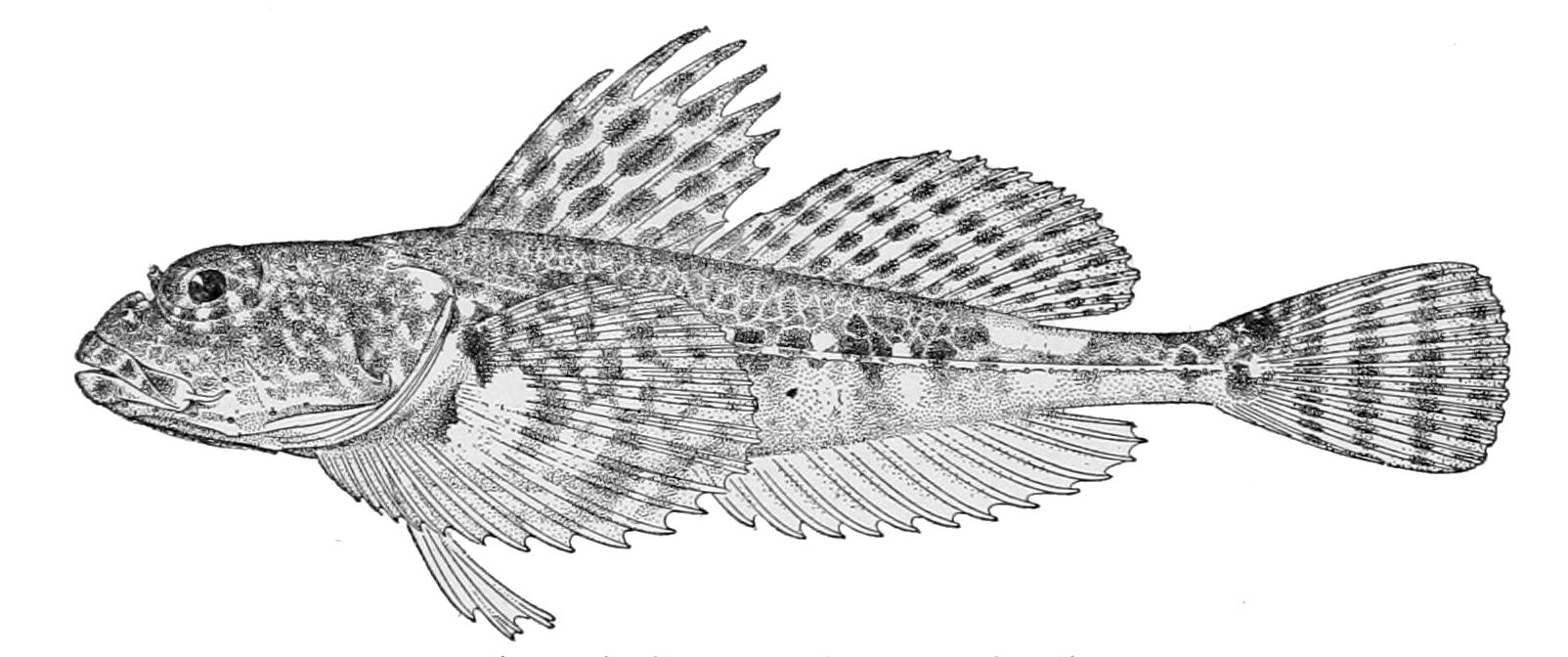
Artediellus camchaticus

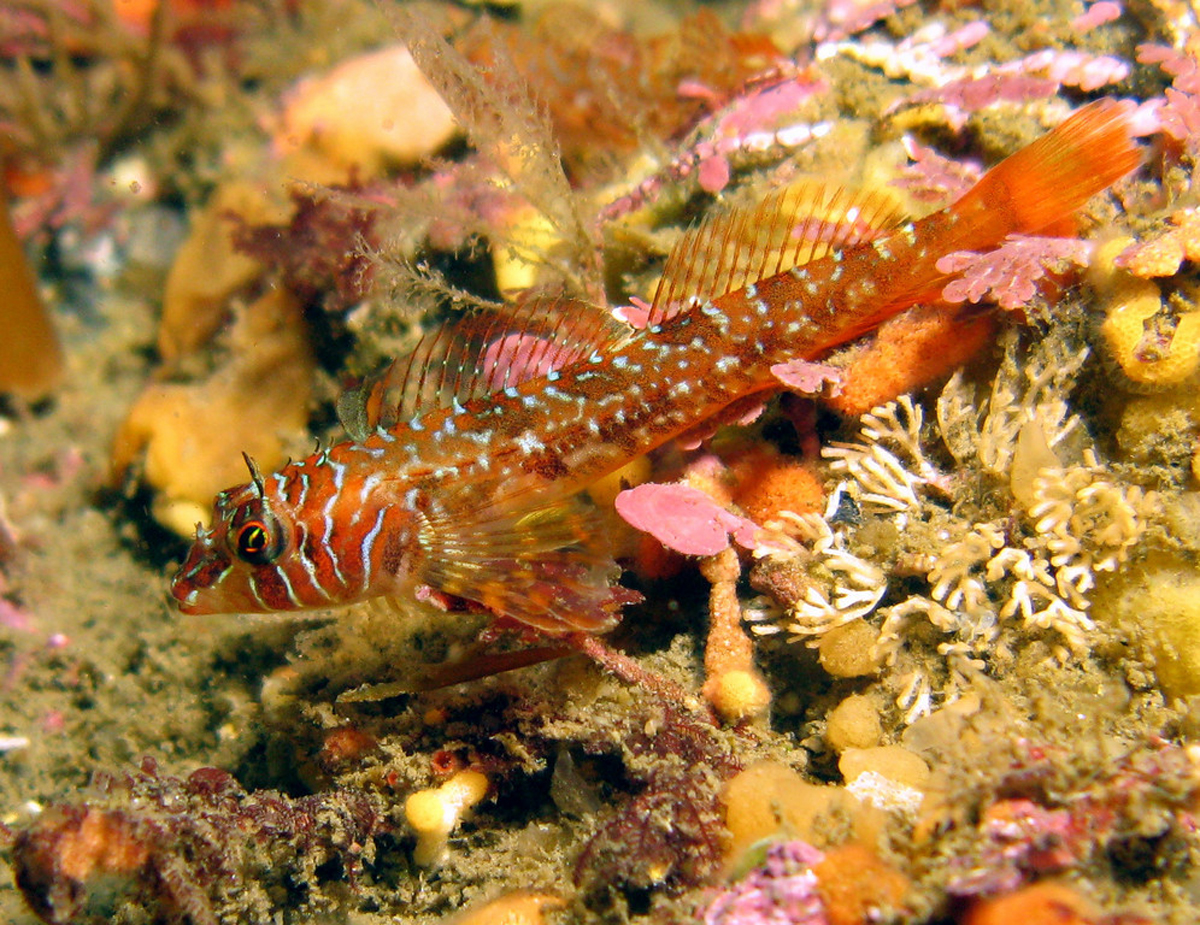
Jordania zonope

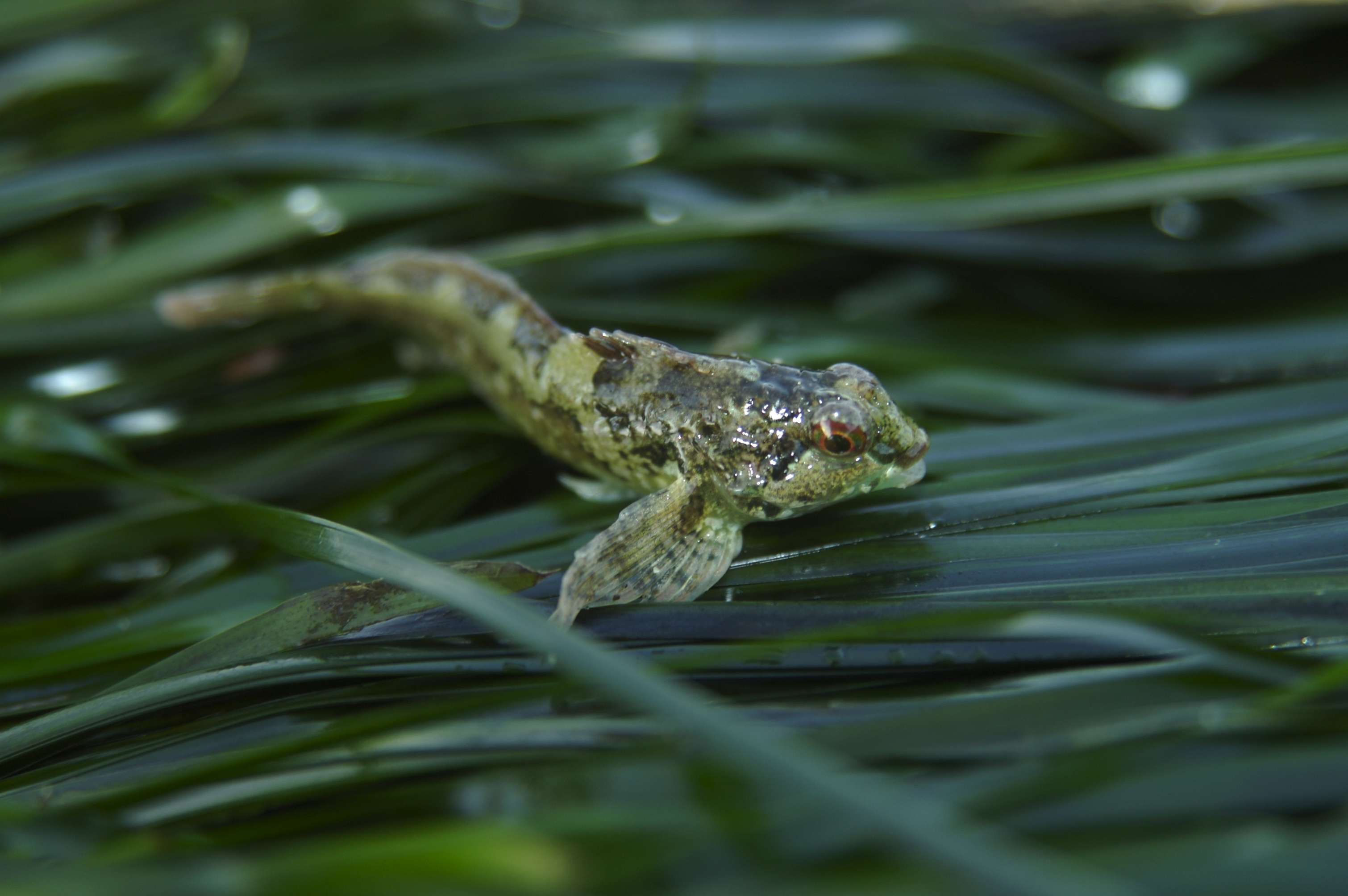
Oligocottus maculosus fotografiat a Califòrnia (els Estats Units).

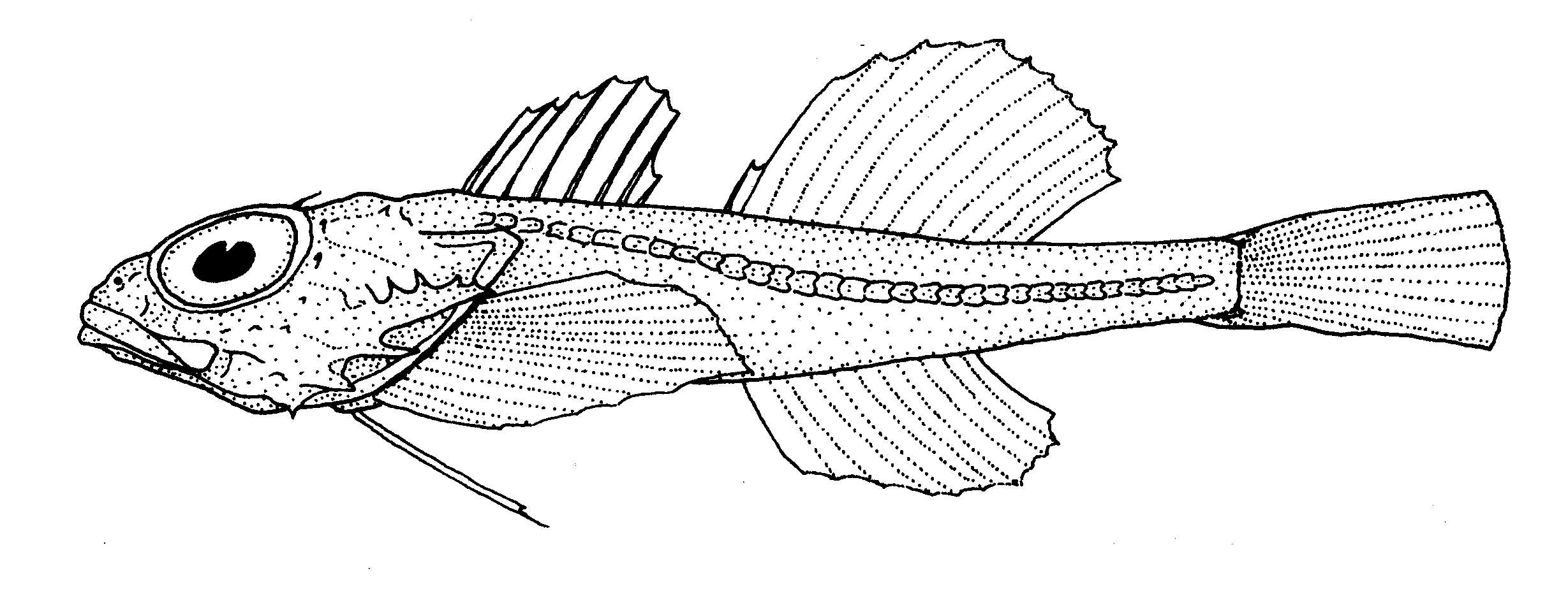
Antipodocottus megalops

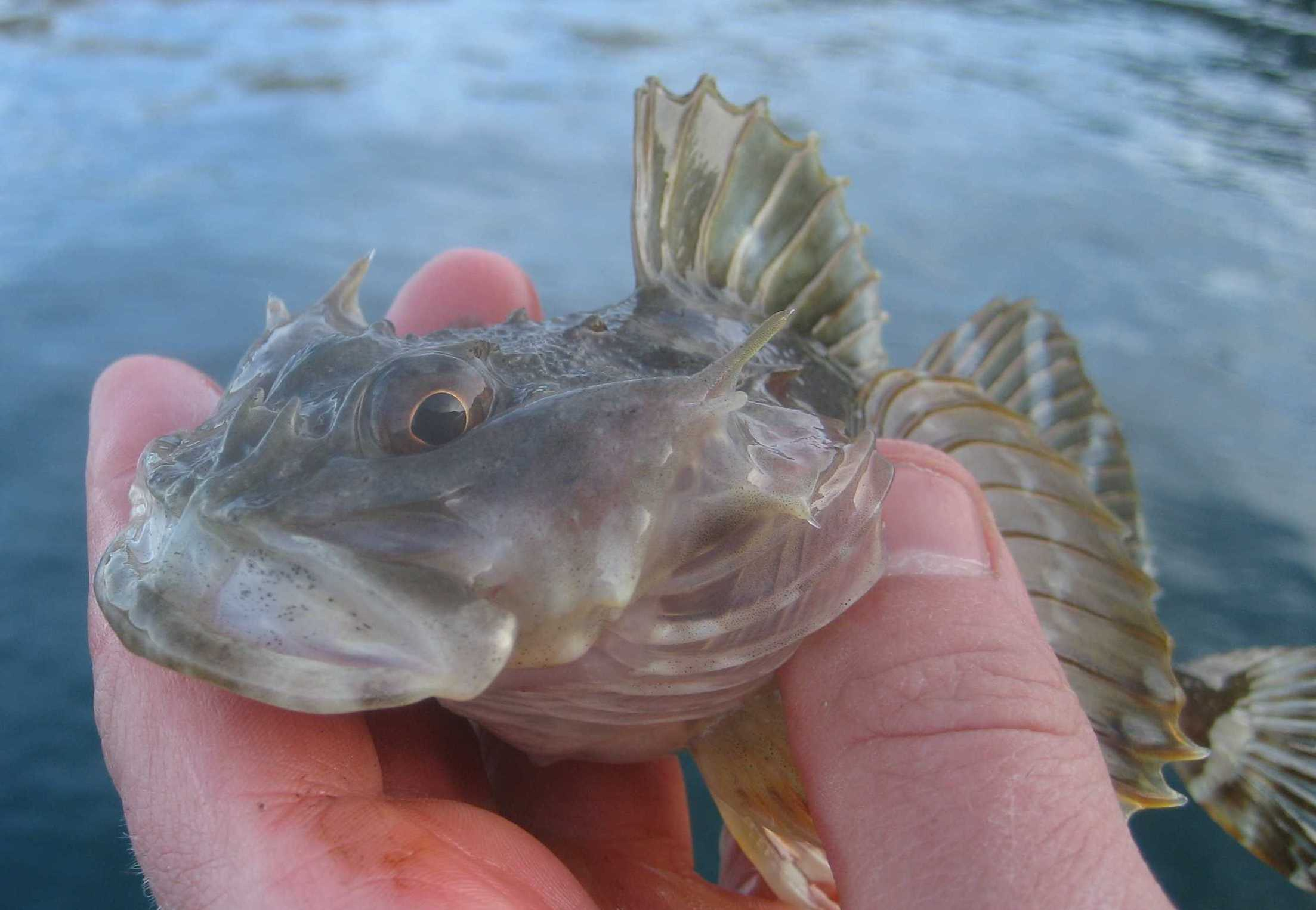
Myoxocephalus octodecemspinosus capturat a Groenlàndia.

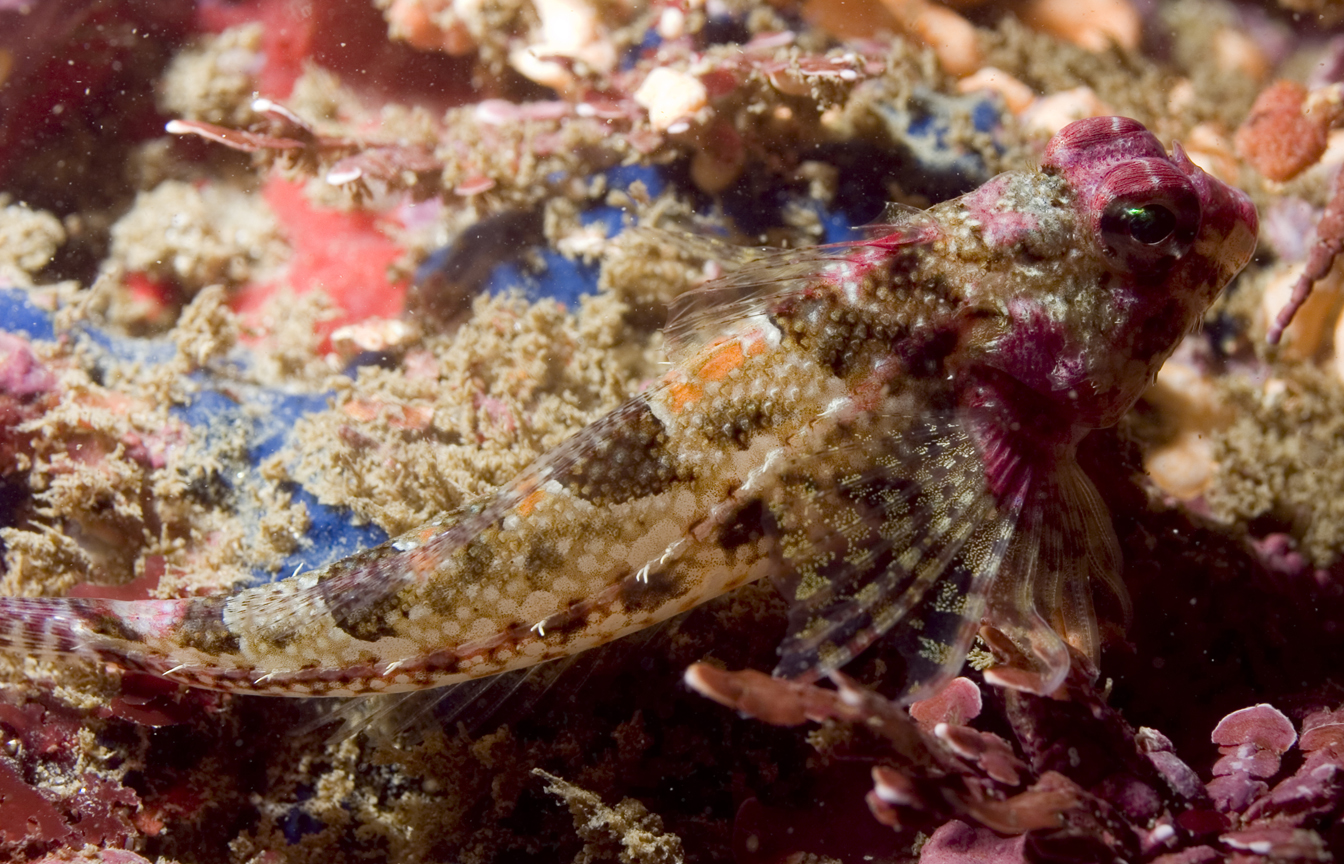
Orthonopias triacis

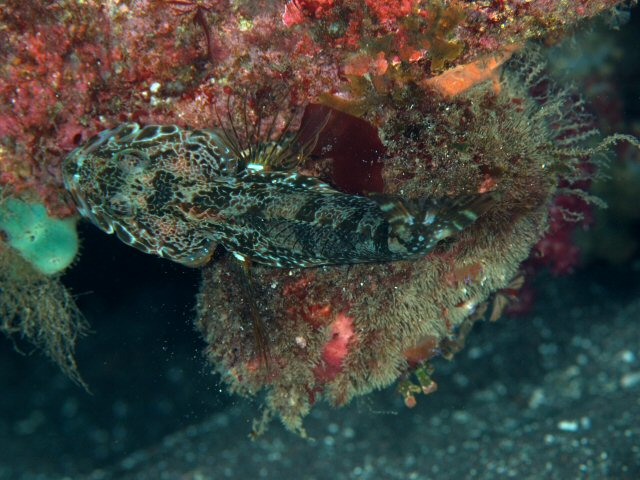
Pseudoblennius percoides

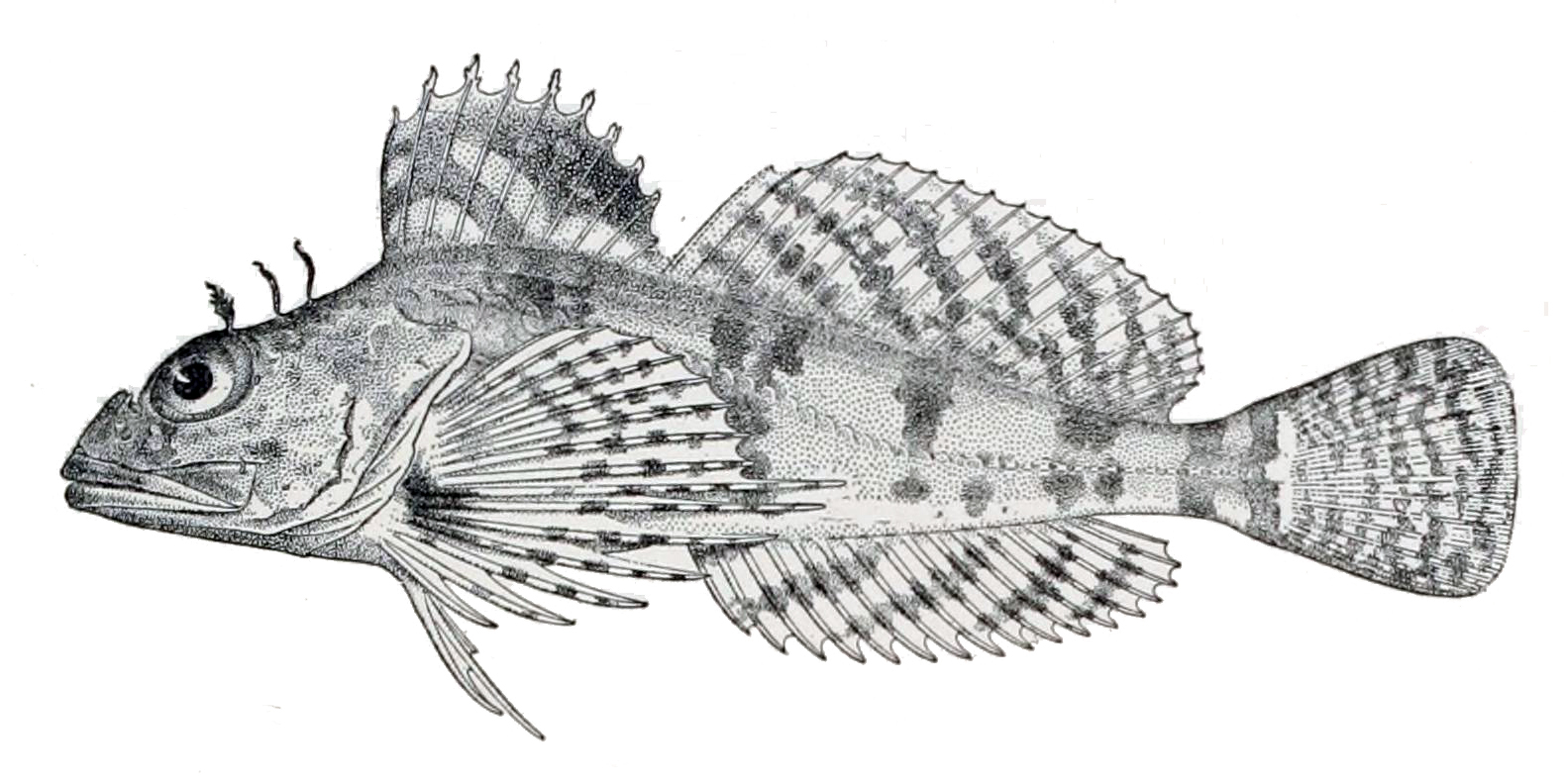
Thyriscus anoplus

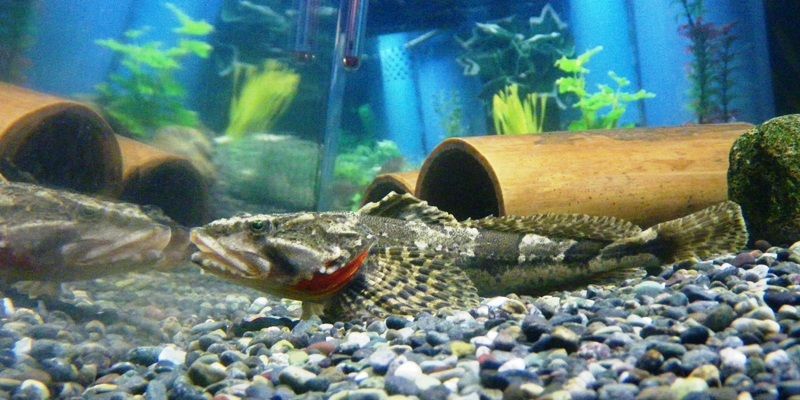
Trachidermus fasciatus

Els còtids (Cottidae) constitueixen una família de peixos pertanyent a l'ordre dels escorpeniformes.

## Descripció
- La majoria de les seues espècies són petites (de menys de 10 cm de longitud), encara que Scorpaenichthys marmoratus n'és la més grossa amb 78 cm de llargària màxima.
- Cossos més aviat gruixuts i coberts de pell gruixuda, nua o armada amb plaques òssies o espines.
- Cap gros i cuirassat amb crestes i espines, les quals produeixen una fiblada dolorosa però no verinosa.
- Els ulls solen ésser grans i situats a la part superior del cap.
- Aleta anal sense espines.
- Aletes pèlviques petites.
- Aleta caudal arrodonida.
- Els adults no tenen bufeta natatòria.
- Nombre de vèrtebres: entre 29 i 51.[2][3][4]

## Reproducció
Els ous són demersals i, en algunes espècies, protegits pels mascles fins al moment de la desclosa.

## Alimentació
Es nodreixen de peixos, crustacis, mol·luscs i poliquets.

## Hàbitat
La majoria de les seues espècies es troben als oceans d'aigües fredes i temperades (algunes fins als 2.000 m de fondària), i només unes poques viuen a l'aigua dolça.

## Distribució geogràfica
Es troba a l'hemisferi nord i a prop de Nova Zelanda.

## Gèneres
- Alcichthys (Jordan & Starks, 1904)
  - Alcichthys alcicornis (Herzenstein, 1890)
  - Alcichthys elongatus (Steindachner, 1881)
- Andriashevicottus (Fedorov, 1990)
  - Andriashevicottus megacephalus (Fedorov, 1990)
- Antipodocottus (Bolin, 1952)
- Archistes (Jordan & Gilbert, 1898)
  - Archistes biseriatus (Gilbert & Burke, 1912)
  - Archistes plumarius (Jordan & Gilbert, 1898)
- Argyrocottus (Herzenstein, 1892)
  - Argyrocottus zanderi (Herzenstein, 1892)
- Artediellichthys (Taranetz, 1941)
  - Artediellichthys nigripinnis (Schmidt, 1937)
- Artediellina (Taranetz, 1937)
  - Artediellina antilope (Schmidt, 1937)
- Artedielloides (Soldatov, 1922)
  - Artedielloides auriculatus (Soldatov, 1922)
- Artediellus (Jordan, 1885)
- Artedius (Girard, 1856)
- Ascelichthys (Jordan & Gilbert, 1880)
  - Ascelichthys rhodorus (Jordan & Gilbert, 1880)
- Asemichthys (Gilbert, 1912)
  - Asemichthys taylori (Gilbert, 1912)
- Astrocottus (Bolin, 1936)
- Atopocottus (Bolin, 1936)
  - Atopocottus tribranchius (Bolin, 1936)
- Bero (Jordan & Starks, 1904)
  - Bero elegans (Steindachner, 1881)
  - Bero zanclus (Snyder, 1911)
- Bolinia (Yabe, 1991)
  - Bolinia euryptera (Yabe, 1991)
- Chitonotus (Lockington, 1879)
  - Chitonotus pugetensis (Steindachner, 1876)
- Clinocottus (Gill, 1861)
- Cottiusculus (Schmidt, 1904)
  - Cottiusculus gonez (Jordan, 1904)
  - Cottiusculus nihonkaiensis (Kai & Nakabo, 2009)
  - Cottiusculus schmidti (Jordan & Starks, 1904)
- Cottus (Linnaeus, 1758)
- Daruma (Jordan & Starks, 1904)
  - Daruma sagamia (Jordan & Starks, 1904)
- Enophrys (Swainson, 1839)
- Furcina (Jordan & Starks, 1904)
  - Furcina ishikawae (Jordan & Starks, 1904)
  - Furcina osimae (Jordan & Starks, 1904)
- Gymnocanthus (Swainson, 1839)
- Hemilepidotus (Cuvier, 1829)
- Icelinus (Jordan, 1885)
- Icelus (Krøyer, 1845)
- Jordania (Starks, 1895)
  - Jordania zonope (Starks, 1895)
- Leiocottus (Girard, 1856)
  - Leiocottus hirundo (Girard, 1856)
- Lepidobero (Qin & Jin, 1992)
  - Lepidobero sinensis (Qin & Jin, 1992)
- Leptocottus (Girard, 1854)
  - Leptocottus armatus (Girard, 1854)
- Megalocottus (Gill, 1861)
  - Megalocottus platycephalus (Pallas, 1814)
- Mesocottus (Gratzianov, 1907)
  - Mesocottus haitej (Dybowski, 1869)
- Micrenophrys (Andriashev, 1954)
  - Micrenophrys lilljeborgii (Collett, 1875)
- Microcottus (Schmidt, 1940)
  - Microcottus matuaensis (Yabe & Pietsch, 2003)
  - Microcottus sellaris (Gilbert, 1896)
- Myoxocephalus (Tilesius, 1811)
- Ocynectes (Jordan & Starks, 1904)
  - Ocynectes maschalis (Jordan & Starks, 1904)
  - Ocynectes modestus (Snyder, 1911)
- Oligocottus (Girard, 1856)
- Orthonopias (Starks & Mann, 1911)
  - Orthonopias triacis (Starks & Mann, 1911)
- Paricelinus (Eigenmann & Eigenmann, 1889)
  - Paricelinus hopliticus (Eigenmann & Eigenmann, 1889)
- Phallocottus (Schultz, 1938)
  - Phallocottus obtusus (Schultz, 1938)
- Phasmatocottus (Bolin, 1936)
  - Phasmatocottus ctenopterygius (Bolin, 1936)
- Porocottus (Gill, 1859)
- Pseudoblennius (Temminck & Schlegel, 1850)
- Radulinopsis (Soldatov & Lindberg, 1930)
  - Radulinopsis derjavini (Soldatov & Lindberg, 1930)
  - Radulinopsis taranetzi (Yabe & Maruyama, 2001)
- Radulinus (Gilbert, 1890)
  - Radulinus asprellus (Gilbert, 1890)
  - Radulinus boleoides (Gilbert, 1898)
  - Radulinus taylori (Gilbert, 1912)
  - Radulinus vinculus (Bolin, 1950)
- Rastrinus (Jordan & Evermann, 1896)
  - Rastrinus scutiger (Bean, 1890)
- Ricuzenius (Jordan & Starks, 1904)
  - Ricuzenius nudithorax (Bolin, 1936)
  - Ricuzenius pinetorum (Jordan & Starks, 1904)
- Ruscarius (Jordan & Starks, 1895)
  - Ruscarius creaseri (Hubbs, 1926)
  - Ruscarius meanyi (Jordan & Starks, 1895)
- Scorpaenichthys (Girard, 1854)
  - Scorpaenichthys marmoratus (Ayres, 1854)
- Sigmistes (Rutter, 1898)
  - Sigmistes caulias (Rutter, 1898)
  - Sigmistes smithi (Schultz, 1938)
- Stelgistrum (Jordan & Gilbert, 1898)
  - Stelgistrum beringianum (Gilbert & Burke, 1912)
  - Stelgistrum concinnum (Andriashev, 1935)
  - Stelgistrum stejnegeri (Jordan & Gilbert, 1898)
- Stlegicottus (Bolin, 1936)
  - Stlegicottus xenogrammus (Bolin, 1936)
- Stlengis (Jordan & Starks, 1904)
  - Stlengis distoechus (Bolin, 1936)
  - Stlengis misakia (Jordan & Starks, 1904)
  - Stlengis osensis (Jordan & Starks, 1904)
- Synchirus (Bean, 1890)
  - Synchirus gilli (Bean, 1890)
- Taurocottus (Soldatov & Pavlenko, 1915)
  - Taurocottus bergii (Soldatov & Pavlenko, 1915)
- Taurulus (Gratzianov, 1907)
  - Taurulus bubalis (Euphrasen, 1786)
- Thyriscus (Gilbert & Burke, 1912)
  - Thyriscus anoplus (Gilbert & Burke, 1912)
- Trachidermus (Heckel, 1837)
  - Trachidermus fasciatus (Heckel, 1837)
- Trichocottus (Soldatov & Pavlenko, 1915)
  - Trichocottus brashnikovi (Soldatov & Pavlenko, 1915)
- Triglops (Reinhardt, 1830)
- Triglopsis (Girard, 1851)
  - Triglopsis quadricornis (Linnaeus, 1758)
- Vellitor (Jordan & Starks, 1904)
  - Vellitor centropomus (Richardson, 1848)
  - Vellitor minutus (Iwata, 1983)
- Zesticelus (Jordan & Evermann, 1896)[7][8][9][10][11]

## Costums
Són peixos bentònics i de moviments lents.